# Alexandre Martínez
Alexandre Martínez Palau (1998. október 10. –) andorrai válogatott labdarúgó, aki jelenleg az FC Andorra játékosa. Tagja az andorrai strandlabdarúgó-válogatottnak is.

## Pályafutása
Fiatalon megfordult a CE Sant Julià, az UE Santa Coloma és az FC Andorra csapataiban. Felnőtt szinten az UE Santa Coloma és az FC Andorra színeiben és pályára lépett az élvonalban.

## Válogatott
2016. május 26-án az azeri labdarúgó-válogatott ellen debütált a felnőtt válogatottban. Október 10-én megszerezte első gólját a svájci labdarúgó-válogatott elleni 2018-as labdarúgó-világbajnokság-selejtező mérkőzésén.